# Cruz do Patrão

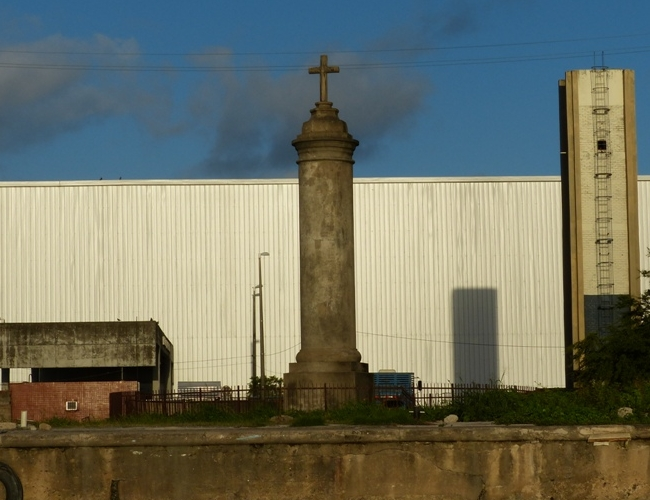
Monumento 'Cruz do Patrão'

A Cruz do Patrão é um monumento histórico localizado na cidade do Recife, capital do estado de Pernambuco, Brasil. Erguida nas imediações do antigo Porto do Recife, à beira do canal do estuário do Rio Capibaribe, próximo ao atual Armazém 12, a cruz ocupa um ponto liminar entre terra e mar — um limiar simbólico entre o mundo dos vivos e o desconhecido.
Embora suas origens exatas permaneçam envoltas em incerteza, a Cruz do Patrão tornou-se, com o tempo, um dos marcos mais misteriosos e emblemáticos da paisagem recifense. É uma construção simples, em pedra, de feição modesta, mas carregada de significados simbólicos, históricos e religiosos. Ao longo dos séculos, a cruz passou a integrar o imaginário coletivo como símbolo de morte, despedida e condenação.

## História
Não se sabe ao certo a data exata da construção da Cruz do Patrão, mas estima-se que ela remonte ao período colonial, provavelmente entre os séculos XVIII e XIX. Existem várias versões para a origem de seu nome. A mais comum associa o termo “patrão” à figura do mestre de embarcação ou comandante de navio, havendo a crença de que o local servia como ponto de despedida ou vigília para os que partiam em longas viagens marítimas.
Outros relatos populares afirmam que a cruz teria sido erguida como marco fúnebre em memória de um comandante que ali faleceu ou foi executado por desobediência à Coroa Portuguesa.

## Lendas e Simbolismos
A Cruz do Patrão ocupa lugar proeminente no imaginário popular recifense, servindo como inspiração para obras de arte e livros de romance de tom sobrenatural. De acordo com narrativas locais, o monumento teria sido associado a maldições, levando marinheiros a evitar sua proximidade durante o período noturno por receio de aparições fantasmagóricas ou presságios de morte.

## Estado de Conservação
Durante décadas, a Cruz do Patrão esteve abandonada, sofrendo com a ação do tempo, da maresia e da negligência das autoridades. Em algumas ocasiões, houve iniciativas de restauro e sinalização turística, mas os esforços foram esporádicos.
Em tempos recentes, movimentos culturais e históricos têm buscado revitalizar o interesse pelo monumento e resgatar sua importância para a memória da cidade do Recife.